# Massimo Maccarone
Massimo Maccarone (Galliate, 6 settembre 1979) è un allenatore di calcio ed ex calciatore italiano, di ruolo attaccante.
Primatista di reti in Serie A di Siena (46 reti) ed Empoli (28), è stato il secondo giocatore della nazionale italiana, dopo Raffaele Costantino nel 1929, ad aver ricevuto la prima convocazione senza avere, fino ad allora, esordito in Serie A.

## Biografia
È figlio di Viviana e Andrea, un agente di commercio, e ha un fratello maggiore, Vincenzo che provò anch'egli a diventare calciatore salvo poi intraprendere la carriera di esperto d'arte con una propria galleria a Milano. Sposato con Jessica, ha due figlie: Ginevra e Matilda.
È soprannominato Big Mac, nomignolo che ha dato origine a un suo tatuaggio sul braccio destro.

## Caratteristiche tecniche
Principalmente prima punta, in attività era in grado di tentare la conclusione a giro, poiché possiede un buon tiro dalla distanza. Altre sue caratteristiche sono state la discreta freddezza sotto porta e una spiccata mentalità tattica.
Nella sua prima scuola calcio, la Soccer Boys, ha imparato a usare il piede sinistro e giocava come centrocampista; divenne attaccante quando un giorno in quel reparto mancava un giocatore per completare la formazione.

## Carriera

### Club

#### Inizi
Ha iniziato a giocare con gli amici a Oleggio, nel novarese, venendo scoperto nella finale del Torneo "Fortina e Zanolli" allorquando aveva otto anni, categoria Pulcini.
A nove anni passa alla Soccer Boys Turbigo, e a tredici anni viene prelevato dal Milan, in cui trascorre cinque stagioni nelle giovanili. Disputa anche il Torneo di Viareggio 1998, segnalandosi come uno dei migliori giocatori. Dopo aver giocato alcune amichevoli coi rossoneri allenati da Fabio Capello viene girato in prestito al Modena, nel corso dell'estate 1998. L'esperienza emiliana dura poco e a settembre passa al Prato in Serie C2, con cui gioca 21 partite segnando 4 reti, esordendo con gol il 4 ottobre 1998 in Prato-Cremapergo (2-0). Ai play-off, persi in finale, realizza una doppietta su rigore al Mantova in semifinale.
La stagione successiva la inizia a Varese, e anche da qui riparte in settembre - dopo aver disputato 3 partite di campionato esordendo in Varese-Brescello (1-1) del 5 settembre 1999 - per tornare, il 27 settembre, a Prato dove disputa un campionato siglando 20 gol in 28 presenze, ottenendo così il titolo di capocannoniere del campionato, e trascinando la squadra toscana alla finale dei play-off, persa contro l'Alessandria nonostante un suo gol.

#### Empoli
Nel 2000 si trasferisce in compartecipazione all'Empoli militante in Serie B. Qui, in coppia con Antonio Di Natale (autore di 10 gol), segna 16 reti nel primo campionato in maglia azzurra. L'esordio avviene il 10 settembre 2000 in Pescara-Empoli (1-3), partita nella quale segna anche il suo primo gol con la nuova maglia.
Nel giugno 2001 Fatih Terim, l'allenatore del Milan proprietario dell'altra sua metà del cartellino, aveva intenzione di provarlo durante il ritiro estivo (Maccarone aveva già fatto le visite mediche), ma alla fine le due società non si accordarono e tutto venne rimandato alle buste, dove i toscani offrirono un milione di lire in più dei rossoneri, riscattando così l'intero cartellino del giocatore; il calciatore si disse deluso da quest'esito.
Nel campionato 2001-2002 inverte il numero di realizzazioni con Di Natale: Maccarone segna 10 gol mentre il suo compagno di reparto marca 16 reti, contribuendo in maniera determinante alla promozione in Serie A della squadra toscana. Le presenze, nei due anni, sono rispettivamente 35 e 33, più 7 presenze e 4 reti complessive in Coppa Italia. L'ultima partita giocata con l'Empoli è quella del 5 maggio 2002 vinta per 2-0 in casa contro il L.R. Vicenza.

#### Middlesbrough, prestiti a Parma e Siena
Il buon campionato e l'ulteriore notorietà lo fanno diventare un pezzo pregiato del mercato estivo, venendo acquistato dagli inglesi del Middlesbrough, che a luglio lo pagano 13 milioni di euro e lo rendono l'acquisto più costoso nella storia del club. L'allenatore Steve McClaren lo presentò dicendo «Abbiamo acquistato il calciatore italiano che più assomiglia a Del Piero. Maccarone gioca meravigliosamente bene: ha un gran potenziale e qui potrà farci crescere». Malgrado i confortanti inizi con la maglia del Boro, come le 3 reti segnate nelle prime 5 partite, si infortuna quasi subito e per lungo tempo; una volta guarito è relegato al ruolo di riserva per tutta la stagione oppure schierato sulla fascia, lontano dalla porta. In questo periodo ha anche un lungo digiuno di reti, non andando a segno per 104 giorni. Conquista il suo unico trofeo della carriera il 24 febbraio 2004, nella finale della Football League Cup vinta dalla sua squadra per 2-1 contro il Bolton Wanderers, pur restando per tutti i novanta minuti in panchina.
Nel 2004, dopo aver collezionato fino a quel momento 34 presenze e 9 reti con gli inglesi, fa ritorno in Italia. La sua volontà è stata chiara: voleva andare al Parma allenato da Silvio Baldini con cui aveva già lavorato all'Empoli, ma inizialmente la società non prese in considerazione questa possibilità in quanto l'ingaggio che l'attaccante percepiva era troppo alto per le economie della squadra. Quando la Lazio si introdusse nella trattativa, il Parma accelerò i contatti con il Middlesbrough e a pochi minuti dalla conclusione delle trattative del calciomercato Maccarone passò in Emilia con la formula del prestito percependo un milione di euro dagli inglesi e 30 000 euro dai gialloblu, rinunciando a 450 000 euro di ingaggio. Al Parma ottiene 7 presenze senza reti in campionato, una in Coppa Italia e 4 apparizioni con 2 realizzazioni in Coppa UEFA, che sono anche le sue prime partite in ambito europeo; l'esordio in campionato risale al 12 settembre 2004 in Parma-Messina (0-0). A gennaio passa al Siena - ancora in prestito - dove realizza 6 reti in 17 partite di campionato e 1 rete nell'unica partita di Coppa Italia disputata in quella stagione con la maglia bianconera; la prima partita con il Siena è quella del 9 gennaio proprio contro il Parma, mentre segna la prima rete il 6 marzo in Siena-Brescia (2-3).
Il 2005-2006 del Boro comincia di nuovo con Maccarone (tornato per fine prestito) in panchina e costretto a giocare soltanto spezzoni di gara. Nonostante l'allenatore McClaren non punti su di lui dal primo minuto, il calciatore riesce a entrare nella storia del club sfruttando i pochi minuti che gli vengono concessi. Nei quarti di finale della Coppa UEFA 2005-2006, dopo la sconfitta del Boro in casa del Basilea per 2-0, realizza all'ultimo minuto il gol del 4-1 della sua squadra, marcatura determinante per l'accesso al turno successivo. In semifinale si ripete, ancora una volta partendo dalla panchina. Dopo aver perso per 1-0 in casa della Steaua Bucureşti, il Middlesbrough è sotto 2-0 dopo neanche mezz'ora del ritorno al Riverside Stadium. Dovendo segnare quattro reti per conquistare la finale, McClaren manda in campo Maccarone, che lo ripaga segnando una doppietta (ancora una rete decisiva all'89') e mandando il Boro in finale. Nell'atto conclusivo della manifestazione parte per l'ennesima volta dalla panchina ed entrando solo nel secondo tempo non riesce a evitare la sconfitta degli inglesi, battuti 4-0 dal Siviglia. Conclude la competizione con 5 reti in 8 partite, mentre in campionato le presenze sono 17 e le reti 2.

#### Ritorno a Siena
Nella stagione 2006-2007 si trova ancora relegato ai margini della squadra inglese, nonostante il cambio di allenatore. Il 30 gennaio 2007, dopo le ultime 7 partite (condite da una rete) con la maglia del Middlesbrough, viene ceduto gratuitamente, a titolo definitivo, al Siena. Terminata l'esperienza inglese, ha avuto parole pesanti verso l'ex allenatore Steve McClaren, che ha definito come «la persona più ipocrita e falsa che abbia mai avuto la sfortuna di incontrare nel calcio». Dopo aver esordito il 10 febbraio in Cagliari-Siena (2-2), realizza le prime due reti nella gara casalinga persa per 4-3 contro il Milan del 17 febbraio, dopo più di quattro mesi senza mettere piede in campo e più di dieci mesi dall'ultima partita giocata per intero; a fine gara è polemico con la dirigenza del Middlesbrough. Nella sua prima stagione in Toscana realizza 6 gol in 11 partite di campionato.
Resta a Siena, contribuendo alla salvezza della squadra toscana, anche nella stagione 2007-2008, in cui colleziona 35 presenze con 13 reti in campionato e 1 gol nell'unica partita di Coppa Italia disputata. È in questa stagione che inizia a esultare imitando il gesto di un cestista che palleggia: inizialmente il giocatore non volle rivelare il significato, ma successivamente dichiarò che il gesto ha il significato di "amicizia". Nella stagione 2008-2009, sbloccatosi solo nella gara contro il Chievo del 23 novembre 2008, realizza 9 gol in 30 incontri di campionato (peggiore media presenze/reti della sua esperienza senese).
Nella stagione 2009-2010, l'ultima nella città del Palio, fa registrare 12 gol in 37 partite. Lascia la squadra toscana, di cui è stato un simbolo, dopo quattro stagioni in cui ha realizzato 49 reti in 134 partite tra campionato e Coppa Italia (116 presenze e 42 gol se si considera il periodo continuativo), approdando al Palermo; è il miglior marcatore della storia del club toscano. Si congeda dalla tifoseria senese il 16 maggio 2010, ultima giornata di campionato che vede i bianconeri perdere per 1-0 contro l'Inter; l'ultima rete segnata è quella del 18 aprile alla 34ª giornata, nel pareggio per 2-2 in trasferta contro il Catania.
Con 49 gol messi a segno è il secondo miglior marcatore di sempre del Siena dietro a Emanuele Calaiò, e con 46 il primatista in Serie A.

#### Palermo e Sampdoria
Il 15 giugno 2010 viene ufficializzato il suo passaggio al Palermo per circa 4,5 milioni di euro, perfezionando l'acquisto presso la Lega Serie A il 1º luglio.
Esordisce con la maglia rosanero nell'andata dei play-off di Europa League contro gli sloveni del Maribor (vittoria per 3-0). In tale partita, realizza su calcio di rigore la rete che sblocca la partita. Segna la prima rete in campionato in Palermo-Lecce (2-2) del 26 settembre 2010 alla quinta giornata di campionato, rete che permette al Palermo di pareggiare la partita al 92'. Impegnato soltanto tre volte da titolare in campionato, ha trovato più spazio in Europa League. Messo sul mercato dalla società nonostante la sua preferenza a restare a Palermo, gioca la sua ultima partita in rosanero il 16 gennaio 2011, in Cagliari-Palermo (3-1). Col Palermo – in cui era arrivato con propositi differenti – ha giocato in tutto 18 partite di campionato (con 2 reti, una al Lecce e l'altra alla Sampdoria, sua futura squadra) e 8 partite internazionali con 3 marcature. Complessivamente con il Palermo ha giocato 26 partite tra Serie A ed Europa League segnando 5 reti.

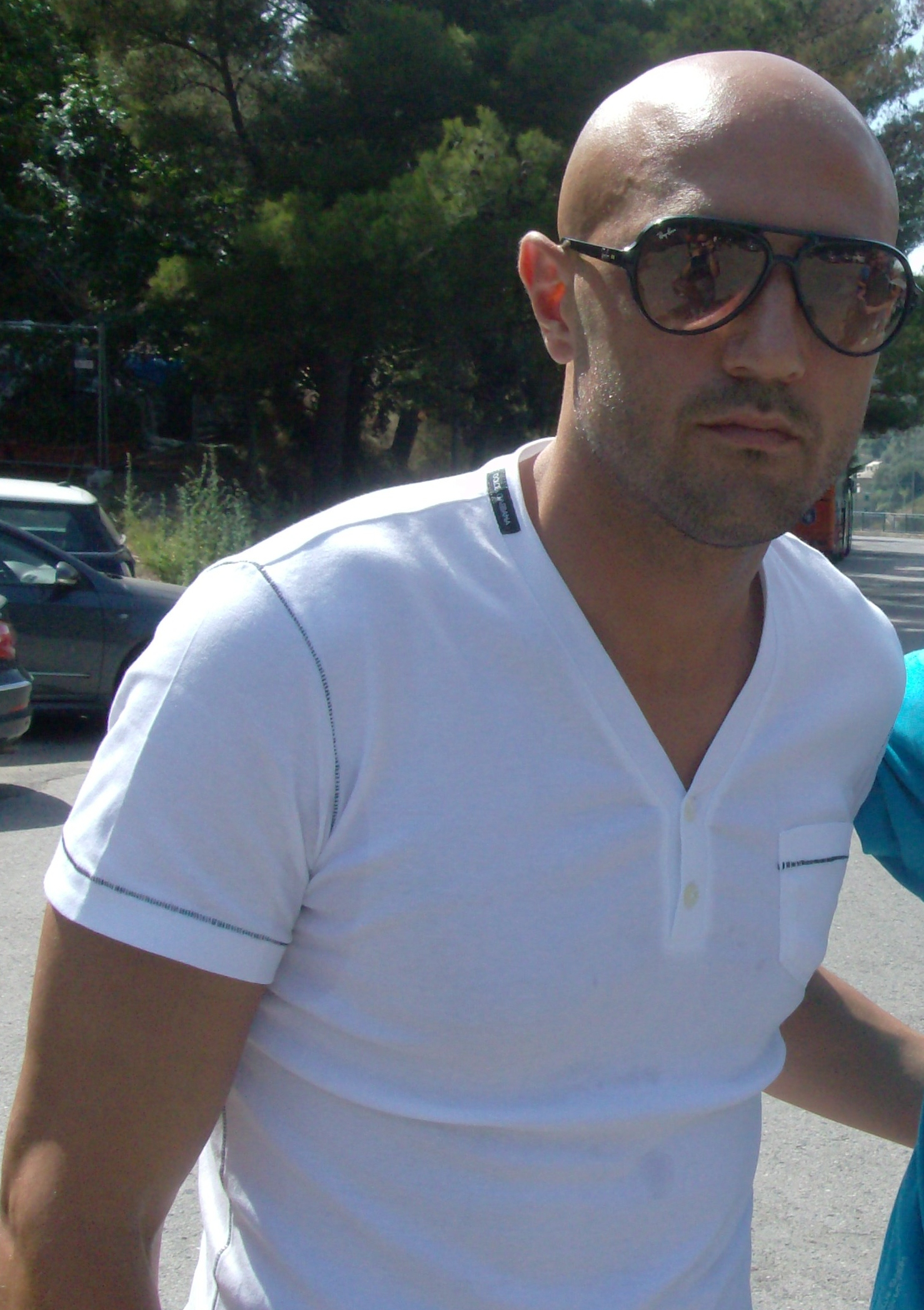
Maccarone nel 2011 alla Sampdoria

Il 24 gennaio 2011 il Palermo annuncia la sua cessione a titolo definitivo alla Sampdoria, per circa tre milioni di euro. L'esordio con la nuova maglia avviene il 26 gennaio 2011 in occasione di Sampdoria-Milan valida per i quarti di finale di Coppa Italia, partita terminata 2-1 per i rossoneri in cui Maccarone gioca titolare confezionando l'assist per il gol di Stefano Guberti. Segna il primo gol in maglia blucerchiata nella partita di campionato Sampdoria-Bologna (3-1) valida per la 25ª giornata. Chiude la stagione con 17 presenze e 3 gol in campionato più una partita di Coppa Italia; al termine del campionato la Sampdoria retrocede in Serie B. In Nocerina-Sampdoria (4-2) della 12ª giornata del campionato di Serie B 2011-2012 segna la sua prima doppietta con la maglia blucerchiata.

#### Ritorno a Empoli, Brisbane Roar e Carrarese
Il 26 gennaio 2012 si trasferisce in prestito all'Empoli, squadra in cui aveva già militato dal 2000 al 2002. Esordisce nuovamente in maglia azzurra due giorni dopo, in Empoli-Brescia (0-2) della 24ª giornata di campionato. Il 18 febbraio 2012 trova il primo gol in azzurro nella partita contro il Padova (1-1). Termina l'annata da titolare con 18 presenze e 6 gol nella stagione regolare del campionato più le due partite dei play-out contro il L.R. Vicenza; segna la rete del 3-2 al 95' della gara di ritorno decisiva per la salvezza della sua squadra.
Il 31 agosto 2012 viene nuovamente ceduto in prestito per un'altra stagione all'Empoli. Il 17 luglio 2014 risolve consensualmente il contratto con la Sampdoria, firmando immediatamente con l'Empoli. Disputa un'ottima stagione realizzando 13 gol in campionato.
Il 24 luglio 2017, dopo aver lasciato il club toscano con 101 reti segnate in 284 presenze totali, firma con il Brisbane Roar.
Il 25 maggio 2018 si accorda con la Carrarese per la stagione successiva, ritrovando Silvio Baldini, che lo aveva già allenato ad Empoli, e Gianluca Berti, suo ex compagno di squadra.

### Nazionale
Ai tempi dell'Empoli riesce a ottenere il ruolo di punta titolare della nazionale italiana Under-21 nel biennio 2000-2002 sotto la guida di Claudio Gentile (l'esordio, e solo quella partita, è avvenuto sotto la gestione di Marco Tardelli). Con la maggiore selezione giovanile ha realizzato 11 gol prendendo anche parte all'Europeo Under-21 dove è stato capocannoniere del torneo con 3 gol.
L'infortunio di Christian Vieri induce il CT della nazionale maggiore Giovanni Trapattoni a convocarlo per l'amichevole contro l'Inghilterra del 27 marzo 2002, a 22 anni: il "Trap" chiama il collega Gentile nell'intervallo di Inghilterra-Italia, dicendogli di far riposare l'attaccante per l'impiego del giorno seguente. Così, il giorno dopo aver giocato - e segnato - con la maglia dell'Under-21 contro i pari età inglesi, si ritrova in panchina nella nazionale maggiore: era dai tempi di Daniele Carnasciali nel 1993 che un giocatore di Serie B non veniva aggregato alla nazionale. Proprio in quella circostanza fa il suo esordio in maglia azzurra, entrando al 75' dell'incontro giocato a Leeds e concluso 1-2, procurando il rigore che permette a Montella di segnare una pregevole doppietta in casa degli inglesi. Erano più di settant'anni che un calciatore italiano non esordiva nella nazionale maggiore senza avere prima giocato nella massima serie del campionato italiano (l'ultimo era stato Raffaele Costantino in Italia-Portogallo 6-1 del 1º dicembre 1929 a Milano); dopo di lui gli unici ad esserci riusciti sono stati Marco Verratti, nel 2012 e Nicolò Zaniolo, nel 2018. Trapattoni lo impiega anche il 16 ottobre contro il Galles.

### Allenatore
Dopo aver appeso gli scarpini nell’estate del 2020, diventa subito collaboratore di Silvio Baldini a Carrara fino al suo addio. Il 14 ottobre 2021 consegue la qualifica UEFA A a Coverciano che consente di allenare tutte le selezioni giovanili e le squadre femminili, le prime squadre fino alla Serie C oltre a poter essere tesserato come allenatore in seconda sia in Serie B che in Serie A.
Nell'estate del 2022 passa sulla panchina del Ghiviborgo, club toscano con cui si piazza all’ottavo posto in Serie D.
Nell'estate 2023 diviene il nuovo allenatore del Piacenza, retrocesso in Serie D. Il 1º novembre seguente viene esonerato dopo tre sconfitte consecutive e con la squadra fuori dalla zona play-off.

## Statistiche
Tra club, nazionale maggiore e nazionali giovanili, Maccarone ha giocato globalmente 774 partite segnando 251 reti, alla media di 0.33 gol a partita.

### Presenze e reti nei club
| Stagione             | Squadra              | Campionato           | Campionato | Campionato | Coppe nazionali | Coppe nazionali | Coppe nazionali | Coppe continentali | Coppe continentali | Coppe continentali | Altre coppe | Altre coppe | Altre coppe | Totale | Totale |
| Stagione             | Squadra              | Comp                 | Pres       | Reti       | Comp            | Pres            | Reti            | Comp               | Pres               | Reti               | Comp        | Pres        | Reti        | Pres   | Reti   |
| -------------------- | -------------------- | -------------------- | ---------- | ---------- | --------------- | --------------- | --------------- | ------------------ | ------------------ | ------------------ | ----------- | ----------- | ----------- | ------ | ------ |
| 1997-1998            | Milan                | A                    | 0          | 0          | CI              | 0               | 0               | -                  | -                  | -                  | -           | -           | -           | 0      | 0      |
| ago.-ott. 1998       | Modena               | C1                   | 0          | 0          | CI-C            | 0               | 0               | -                  | -                  | -                  | -           | -           | -           | 0      | 0      |
| ott. 1998-1999       | Prato                | C2                   | 21+3       | 4+2        | CI-C            | -               | -               | -                  | -                  | -                  | -           | -           | -           | 24     | 6      |
| ago. 1999            | Varese               | C1                   | 3          | 0          | CI-C            | 2               | 1               | -                  | -                  | -                  | -           | -           | -           | 5      | 1      |
| ago. 1999-2000       | Prato                | C2                   | 28+3       | 20+1       | CI-C            | -               | -               | -                  | -                  | -                  | -           | -           | -           | 31     | 21     |
| Totale Prato         | Totale Prato         | Totale Prato         | 49+6       | 24+3       |                 | -               | -               |                    | -                  | -                  |             | -           | -           | 55     | 27     |
| 2000-2001            | Empoli               | B                    | 35         | 16         | CI              | 3               | 2               | -                  | -                  | -                  | -           | -           | -           | 38     | 18     |
| 2001-2002            | Empoli               | B                    | 33         | 10         | CI              | 4               | 2               | -                  | -                  | -                  | -           | -           | -           | 37     | 12     |
| 2002-2003            | Middlesbrough        | PL                   | 34         | 9          | FACup+CdL       | 0               | 0               | -                  | -                  | -                  | -           | -           | -           | 34     | 9      |
| 2003-2004            | Middlesbrough        | PL                   | 23         | 6          | FACup+CdL       | 2+5             | 0+1             | -                  | -                  | -                  | -           | -           | -           | 30     | 7      |
| 2004-gen. 2005       | Parma                | A                    | 7          | 0          | CI              | 1               | 0               | CU                 | 4                  | 2                  | -           | -           | -           | 12     | 2      |
| gen.-giu. 2005       | Siena                | A                    | 17         | 6          | CI              | 1               | 1               | -                  | -                  | -                  | -           | -           | -           | 18     | 7      |
| 2005-2006            | Middlesbrough        | PL                   | 17         | 2          | FACup+CdL       | 3+2             | 0               | CU                 | 8                  | 5                  | -           | -           | -           | 30     | 7      |
| 2006-gen. 2007       | Middlesbrough        | PL                   | 7          | 1          | FACup+CdL       | 0+1             | 0               | -                  | -                  | -                  | -           | -           | -           | 8      | 1      |
| Totale Middlesbrough | Totale Middlesbrough | Totale Middlesbrough | 81         | 18         |                 | 13              | 1               |                    | 8                  | 5                  |             | -           | -           | 102    | 24     |
| gen.-giu. 2007       | Siena                | A                    | 11         | 6          | CI              | -               | -               | -                  | -                  | -                  | -           | -           | -           | 11     | 6      |
| 2007-2008            | Siena                | A                    | 35         | 13         | CI              | 1               | 1               | -                  | -                  | -                  | -           | -           | -           | 36     | 14     |
| 2008-2009            | Siena                | A                    | 30         | 9          | CI              | 2               | 1               | -                  | -                  | -                  | -           | -           | -           | 32     | 10     |
| 2009-2010            | Siena                | A                    | 37         | 12         | CI              | 0               | 0               | -                  | -                  | -                  | -           | -           | -           | 37     | 12     |
| Totale Siena         | Totale Siena         | Totale Siena         | 130        | 46         |                 | 4               | 3               |                    | -                  | -                  |             | -           | -           | 134    | 49     |
| 2010-gen. 2011       | Palermo              | A                    | 18         | 2          | CI              | 0               | 0               | UEL                | 8                  | 3                  | -           | -           | -           | 26     | 5      |
| gen.-giu. 2011       | Sampdoria            | A                    | 17         | 3          | CI              | 1               | 0               | -                  | -                  | -                  | -           | -           | -           | 18     | 3      |
| 2011-gen. 2012       | Sampdoria            | B                    | 11         | 3          | CI              | 1               | 1               | -                  | -                  | -                  | -           | -           | -           | 12     | 4      |
| Totale Sampdoria     | Totale Sampdoria     | Totale Sampdoria     | 28         | 6          |                 | 2               | 1               |                    | -                  | -                  |             | -           | -           | 30     | 7      |
| gen.-giu. 2012       | Empoli               | B                    | 18+2       | 6+1        | CI              | -               | -               | -                  | -                  | -                  | -           | -           | -           | 20     | 7      |
| 2012-2013            | Empoli               | B                    | 39+4       | 17+1       | CI              | -               | -               | -                  | -                  | -                  | -           | -           | -           | 43     | 18     |
| 2013-2014            | Empoli               | B                    | 42         | 15         | CI              | 2               | 1               | -                  | -                  | -                  | -           | -           | -           | 44     | 16     |
| 2014-2015            | Empoli               | A                    | 34         | 10         | CI              | 1               | 0               | -                  | -                  | -                  | -           | -           | -           | 35     | 10     |
| 2015-2016            | Empoli               | A                    | 37         | 13         | CI              | 1               | 0               | -                  | -                  | -                  | -           | -           | -           | 38     | 13     |
| 2016-2017            | Empoli               | A                    | 28         | 5          | CI              | 1               | 2               | -                  | -                  | -                  | -           | -           | -           | 29     | 7      |
| Totale Empoli        | Totale Empoli        | Totale Empoli        | 266+6      | 92+2       |                 | 12              | 7               |                    | -                  | -                  |             | -           | -           | 284    | 101    |
| 2017-2018            | Brisbane Roar        | AL                   | 27+1       | 9          | CA              | 1               | 0               | ACL                | 1                  | 1                  | -           | -           | -           | 30     | 10     |
| 2018-2019            | Carrarese            | C                    | 36+4       | 7          | CI+CI-C         | 1+2             | 0               | -                  | -                  | -                  | -           | -           | -           | 43     | 7      |
| 2019-2020            | Carrarese            | C                    | 22         | 2          | CI+CI-C         | 2+1             | 0               | -                  | -                  | -                  | -           | -           | -           | 25     | 2      |
| Totale Carrarese     | Totale Carrarese     | Totale Carrarese     | 58+4       | 9          |                 | 6               | 0               |                    | -                  | -                  |             | -           | -           | 68     | 9      |
| Totale carriera      | Totale carriera      | Totale carriera      | 684        | 211        |                 | 41              | 13              |                    | 21                 | 11                 |             | -           | -           | 746    | 235    |

### Cronologia presenze e reti in nazionale
| Cronologia completa delle presenze e delle reti in nazionale ― Italia | Cronologia completa delle presenze e delle reti in nazionale ― Italia | Cronologia completa delle presenze e delle reti in nazionale ― Italia | Cronologia completa delle presenze e delle reti in nazionale ― Italia | Cronologia completa delle presenze e delle reti in nazionale ― Italia | Cronologia completa delle presenze e delle reti in nazionale ― Italia | Cronologia completa delle presenze e delle reti in nazionale ― Italia | Cronologia completa delle presenze e delle reti in nazionale ― Italia |
| Data                                                                  | Città                                                                 | In casa                                                               | Risultato                                                             | Ospiti                                                                | Competizione                                                          | Reti                                                                  | Note                                                                  |
| --------------------------------------------------------------------- | --------------------------------------------------------------------- | --------------------------------------------------------------------- | --------------------------------------------------------------------- | --------------------------------------------------------------------- | --------------------------------------------------------------------- | --------------------------------------------------------------------- | --------------------------------------------------------------------- |
| 27-3-2002                                                             | Leeds                                                                 | Inghilterra                                                           | 1 – 2                                                                 | Italia                                                                | Amichevole                                                            | -                                                                     | 75’                                                                   |
| 16-10-2002                                                            | Cardiff                                                               | Galles                                                                | 2 – 1                                                                 | Italia                                                                | Qual. Euro 2004                                                       | -                                                                     | 70’                                                                   |
| Totale                                                                |                                                                       | Presenze                                                              | 2                                                                     |                                                                       | Reti                                                                  | 0                                                                     |                                                                       |

### Statistiche da allenatore
Statistiche aggiornate al 1º novembre 2023.
| Stagione         | Squadra         | Campionato      | Campionato | Campionato | Campionato | Campionato | Coppe nazionali | Coppe nazionali | Coppe nazionali | Coppe nazionali | Coppe nazionali | Coppe continentali | Coppe continentali | Coppe continentali | Coppe continentali | Coppe continentali | Altre coppe | Altre coppe | Altre coppe | Altre coppe | Altre coppe | Totale | Totale | Totale | Totale | % Vittorie | Piazzamento |
| Stagione         | Squadra         | Comp            | G          | V          | N          | P          | Comp            | G               | V               | N               | P               | Comp               | G                  | V                  | N                  | P                  | Comp        | G           | V           | N           | P           | G      | V      | N      | P      | %          | Piazzamento |
| ---------------- | --------------- | --------------- | ---------- | ---------- | ---------- | ---------- | --------------- | --------------- | --------------- | --------------- | --------------- | ------------------ | ------------------ | ------------------ | ------------------ | ------------------ | ----------- | ----------- | ----------- | ----------- | ----------- | ------ | ------ | ------ | ------ | ---------- | ----------- |
| 2022-2023        | Ghiviborgo      | D               | 34         | 9          | 16         | 9          | CI-D            | 1               | 0               | 0               | 1               | -                  | -                  | -                  | -                  | -                  | -           | -           | -           | -           | -           | 35     | 9      | 16     | 10     | 25,71      | 8°          |
| Lug. - Nov. 2023 | Piacenza        | D               | 11         | 5          | 1          | 5          | CI-D            | 1               | 0               | 1               | 0               | -                  | -                  | -                  | -                  | -                  | -           | -           | -           | -           | -           | 12     | 5      | 2      | 5      | 41,67      | esonerato   |
| Totale carriera  | Totale carriera | Totale carriera | 45         | 14         | 17         | 14         |                 | 2               | 0               | 1               | 1               |                    | -                  | -                  | -                  | -                  |             | -           | -           | -           | -           | 47     | 14     | 18     | 15     | 29,79      |             |

## Palmarès

### Club

#### Competizioni giovanili
- Campionato Allievi Nazionali: 1

Milan: 1995-1996

#### Competizioni nazionali
- Coppa di Lega inglese: 1

Middlesbrough: 2003-2004

### Individuale
- Capocannoniere della Serie C2: 1

Prato 1999-2000 (20 gol)
- Capocannoniere del Campionato europeo di calcio Under-21: 1

Svizzera 2002 (3 gol)